# محوطه زران منندی هدار ۱
محوطه زران منندی هدار ۱ مربوط به سده‌های اولیه دوران‌های تاریخی پس از اسلام است و در شهرستان سرباز، بخش پیشین، دهستان جکیگور، ۴ کیلومتری شمال روستای هدار واقع شده و این اثر در تاریخ ۲۷ اسفند ۱۳۸۷ با شمارهٔ ثبت ۲۶۴۹۲ به‌عنوان یکی از آثار ملی ایران به ثبت رسیده است.